# 20817 Liuxiaofeng
20817 Liuxiaofeng este un asteroid din centura principală de asteroizi.

## Descriere
20817 Liuxiaofeng este un asteroid din centura principală de asteroizi. A fost descoperit pe 1 octombrie 2000 la Socorro, New Mexico, în cadrul proiectului LINEAR. Asteroidul prezintă o orbită caracterizată de o semiaxă mare de 2,76 ua, o excentricitate de 0,11 și o înclinație de 9,9° în raport cu ecliptica.